# Aeroporto Internazionale di Mascate
L'Aeroporto Internazionale di Mascate (in arabo مطار مسقط الدولي) è il principale aeroporto dell'Oman ed è situato a circa 15 km dalla capitale Mascate. L'aeroporto è hub per la compagnia aerea Oman Air.

## Storia

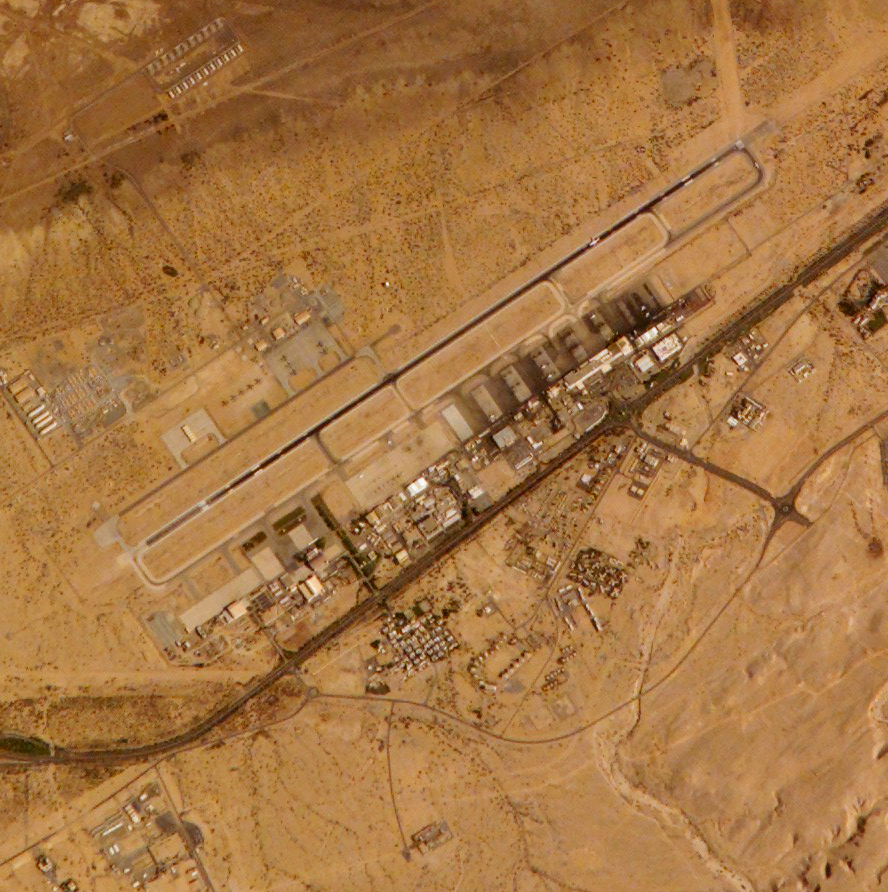
Vista satellitare precedente il 2009.

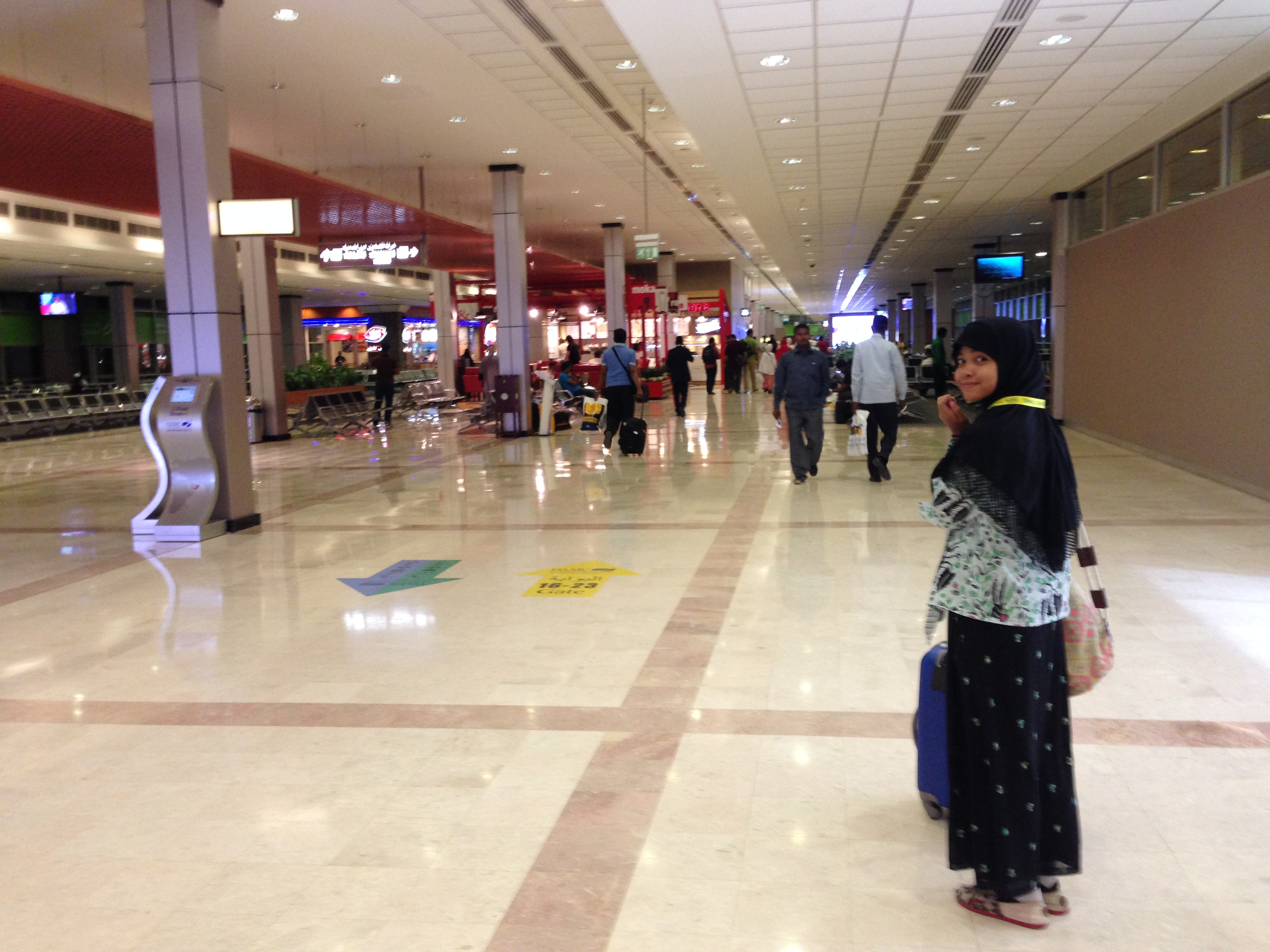
Interni molo partenze.

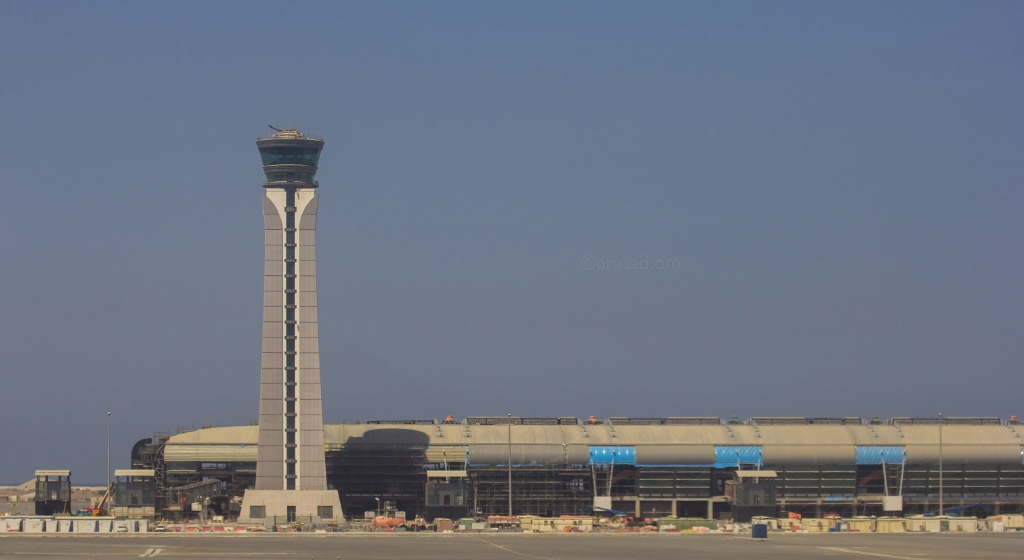
Nuova aerostazione e torre di MCT.

L'aeroporto fu aperto nel 1973 come Aeroporto Internazionale di Seeb. Il 1º febbraio 2008, con l'inizio dei lavori per la costruzione per un nuovo terminal e di una nuova seconda pista parallela il nome dello scalo fu cambiato in Aeroporto Internazionale di Mascate e venne dismessa la piccola pista 02/20 di 750m in terra battuta. Nell'aprile del 2009 venne aperto un nuovo molo di 17.000 m² collegato all'aerostazione esistente ed interamente destinato alle partenze.

### Espansione
Dal 2009 è oggetto di numerosi ammodernamenti ed espansioni. Sarà infatti aumentata la capacità fino a 12 milioni di passeggeri in un primo momento, successivamente si ha in progetto di arrivare fino a 48 milioni. Il progetto di espansione dell'aeroporto include un nuovo e moderno terminal di 580.000 m² e una nuova seconda pista in grado di ospitare il nuovo Airbus A380. Inoltre è prevista una nuova torre di controllo alta 90 metri, un cargo terminal, 32 manicotti d'imbarco ed un parcheggio per 6.000 posti auto.

## Statistiche
Questo grafico non è disponibile a causa di un problema tecnico.
Si prega di non rimuoverlo.
Vedi la query Wikidata di origine.
| Anno | Passeggeri | Tonnellate | Movimenti aeromobili |
| ---- | ---------- | ---------- | -------------------- |
| 2000 | 2.720.983  | 68.639     | 38.184               |
| 2001 | 2.697.032  | 73.078     | 38.955               |
| 2002 | 2.450.422  | 46.934     | 39.555               |
| 2003 | 2.886.487  | 48.630     | 42.330               |
| 2004 | 3.461.982  | 67.151     | 43.622               |
| 2005 | 3.778.578  | 76.043     | 44.445               |
| 2006 | 4.777.747  | 99.582     | 53.695               |
| 2007 | 4.218.498  | 77.391     | 58.903               |
| 2008 | 4.002.121  | 58.000     | 58.346               |
| 2011 | 6.479.860  | 98.086     | 78.517               |
| 2012 | 7.546.715  | 112.304    | 81.486               |
| 2013 | 8.310.927  | 119.307    | 90.224               |
| 2014 | 8.709.505  | 121.369    | 92.348               |
| 2015 | 10.315.358 | 133.326    | 103.915              |
| 2016 | 12.032.301 | 159.554    | 110.533              |
| 2017 | 14.070.708 | 198.335    | 547.796              |
| 2018 | 15.392.580 | 209.950    | 413.150              |
| 2019 | 16.079786  | 231.677    | 453.383              |